# 161349 Mecsek
161349 Mecsek este un asteroid din centura principală de asteroizi.

## Descriere
161349 Mecsek este un asteroid din centura principală de asteroizi. A fost descoperit pe 19 septembrie 2003 la Piszkesteto de Krisztián Sárneczky și Brigitta Sipőcz. Asteroidul prezintă o orbită caracterizată de o semiaxă mare de 2,65 ua, o excentricitate de 0,03 și o înclinație de 2,3° în raport cu ecliptica.